# Patalene
Patalene is een geslacht van vlinders van de familie spanners (Geometridae), uit de onderfamilie Ennominae.

## Soorten
- P. falcularia Sepp, 1852
- P. hamulata Guenée, 1858
- P. nutriaria Walker, 1860
- P. olyzonaria Walker, 1860
- P. puber Grote & Robinson, 1867
- P. sordida Warren, 1906
- P. suggillaria Snellen, 1874
- P. valeria Thierry-Mieg, 1892